# 布拉格美术学院
布拉格美术学院（捷克語：Akademie výtvarných umění v Praze; AVU）是位于捷克布拉格的一所公立艺术学院，成立于1799年，是捷克共和国最古老的艺术学院，提供12个硕士专业和1个博士专业。